# Chùa Sét
Chùa Sét còn có tên là Chùa Đại Bi nằm ở thôn Giáp Lục, phường Tân Mai, quận Hoàng Mai, thành phố Hà Nội (phường Tân Mai trước thuộc quận Hai Bà Trưng).

## Lịch sử
Chùa được xây dựng vào thời Hậu Lê. Năm 1630, Bà Đặng Thị Ngọc Dao là chính phi của Triết Vương Trịnh Tùng đã cho trùng kiến ngôi chùa. Chùa hiện có tượng thờ bà Ngọc Dao ngồi trên tòa sen (tượng gỗ phủ sơn, cao 1m) và ngôi mộ của bà. chùa là một trong những ngôi chùa thờ cả Tứ pháp
Chùa dựng điện Phật, tăng phòng năm 1630, xây gác chuông năm 1631. Đến thời Gia Long (1809) và Bảo Đại (1927), chùa lại được trùng tu lớn. Về sau, chùa còn được nhiều người con gái kẻ Mơ có danh vọng bỏ tiền công đức tu sửa chùa như cung tần Lê Ngọc Trân, cung tần Lê Thị Ngọc Côn, Lê Thị Minh…

## Nội thiết
Chùa thờ Phật và thờ Tứ Pháp. Tượng Bà Pháp Vân được đặt trong khám thờ ở hậu cung. Trước tượng Bà Pháp Vân là tượng Bồ tát Quan Âm.
Ở điện Phật có tôn trí bộ tượng Tam Thế Phật, tượng Phật A Di Đà, tượng Phật Thích Ca cao 2m được đúc bằng đồng năm 1934, tượng Thích Ca Sơ sinh…
Chùa còn giữ nhiều cổ vật như các bia đá, các đạo sắc phong của các vua triều Nguyễn, đại hồng chung… Đặc biệt là tấm bia dựng năm Chính Hòa thứ 11 (1690) cao 1,6m, vuông bốn cạnh, khắc chữ cả bốn mặt, do Tiến sĩ Đỗ Công Toản, đương chức Giám sát Ngự sử đạo Sơn Nam soạn văn bia. Nội dung bia ghi công đức cung tần Lê Thị Ngọc Côn cúng 3 mẫu ruộng vào chùa và giúp dân xã Thịnh Liệt 200 quan tiền cổ để chi phí đắp đê điều.
Chùa đã được Bộ Văn hóa – Thông tin công nhận là Di tích lịch sử – văn hóa quốc gia
Trụ trì hiện nay là Ni sư Thích Đàm Cần.